# Bowery Ballroom

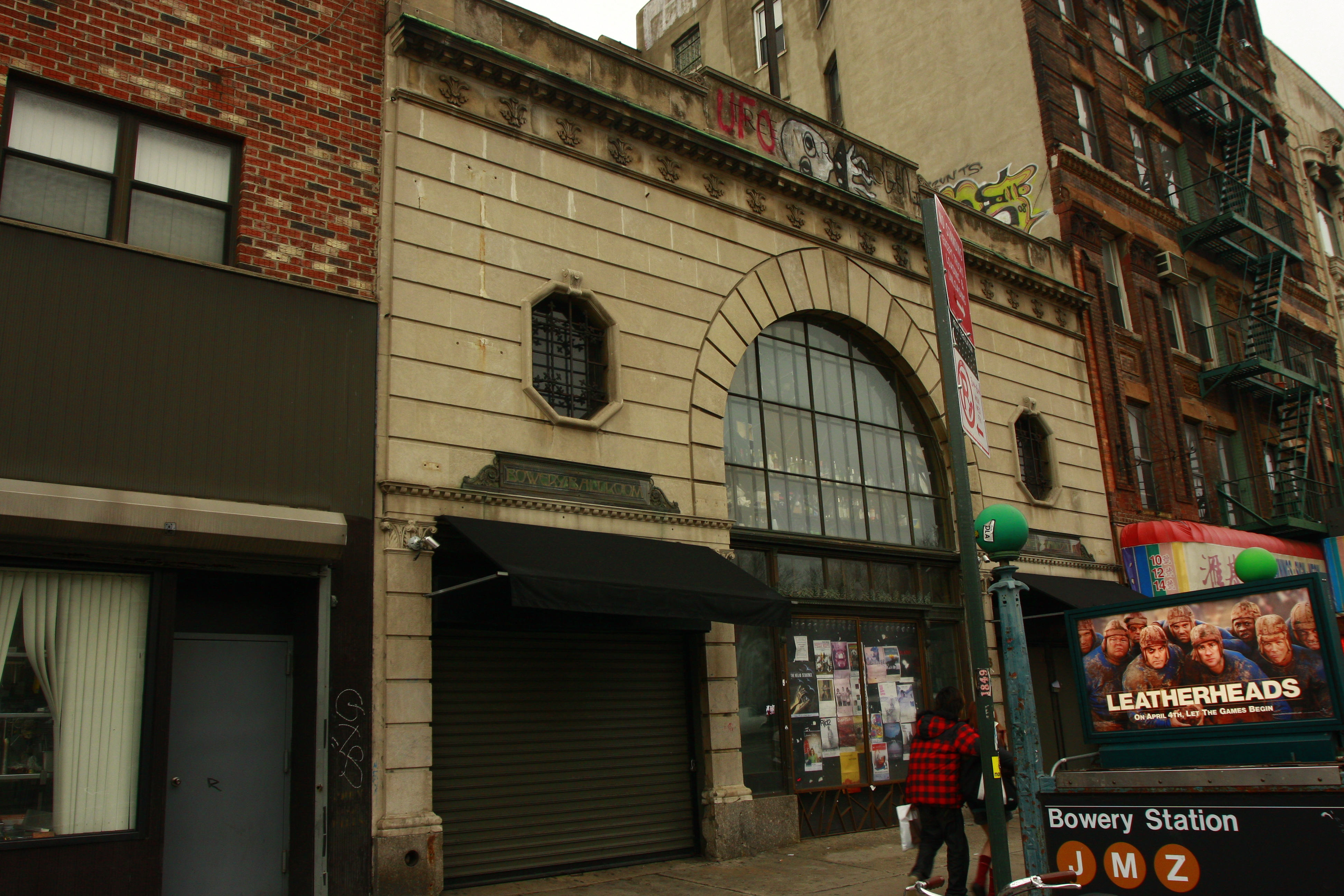
Der Bowery Ballroom von außen, im Vordergrund die U-Bahn-Station

Der Bowery Ballroom ist ein ehemaliger Ballsaal im Stadtteil Bowery in Manhattan, New York City. Er wird hauptsächlich für Konzerte genutzt und ist eine der wichtigsten Bühnen für Independent-Künstler in New York. 
Das an der Delancey Street gelegene Gebäude wurde 1929 errichtet, kurz vor dem Schwarzen Donnerstag. Bis Ende des Zweiten Weltkriegs stand das Gebäude leer, danach existierte hier ein Einzelhandelsgeschäft. Als die Gegend um das Gebäude verkam, musste der Laden schließen. Im Zuge der Gentrifizierung des Stadtteils wurde schließlich im Juni 1998 der Bowery Ballroom neu eröffnet.
Der Musikclub ist ein Schauplatz in dem Spielfilm Coyote Ugly aus dem Jahre 2000.
Direkt vor dem Ballroom liegt die Haltestelle Bowery Station der New York City Subway.